# Герб Агінського Бурятського округу
Герб Агінського Бурятського округу — символ Агінського Бурятського округу Забайкальського краю Російської Федерації. Вперше затверджено 1996 року, сучасний варіант — 2009 року; у Державному геральдичному регістрі РФ не зареєстрований.

## Опис та символіка
|  | Герб Агінського Бурятського округу Забайкальського краю являє собою чотирикутний, із закругленими нижніми кутами, загострений у краю блакитний (синій, блакитний) геральдичний щит. У центрі щита коло, у верхній частині якого розміщене зображення "Гал-гуламта", що символізує вогонь, осередок, джерело життя, світла і благополуччя народу. По горизонтальному діаметру кола під золотими променями сонця, що сходить, розташовані символи священних для місцевих народів гір: Алханай, Хаан Уула, Согто Уула, Баатарай обоо. Нижче гір паралельно до горизонтального діаметру кола розташовані одна зелена смуга, дві блакитні (сині, блакитні) хвилясті смуги та одна біла хвиляста смуга, які уособлюють степи (луки, пасовища і ріллі), річки, озера і мінеральні джерела (аршани). У нижній частині кола розташований зооморфний національний орнамент жовтого кольору "Хамар угалза", що символізує добробут, процвітання та уособлює традиційну прихильність корінного народу до тваринництва. Праворуч і ліворуч від орнаменту по колу розташовані золоті колосся пшениці, перевиті по чотири рази з кожного боку білою стрічкою - національним "хадаком" - символом гостинності, чистоти помислів і дружби між народами... |

## Історія

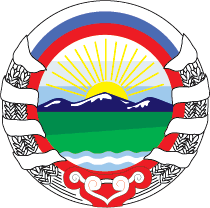
Герб 1996 року

За радянських часів Агінський Бурятський автономний округ герба не мав. Перший герб затверджено Законом округу № 1 від 29 листопада 1996 року „Про герб і прапор Агінського Бурятського автономного округу“, автором герба виступив Бадмацирен Жугдурович Гомбожанов.

Опис та символіка герба 1996 року:
Герб Агінського Бурятського автономного округу являє собою триколірний круглий геральдичний щит (біло-синьо-червоний, кольори прапора Російської Федерації), в центрі нижньої частини якого на червоній основі розташований зооморфний національний орнамент білого кольору „Хамар угалза“, що символізує домашніх тварин: велику рогату худобу, верблюда, вівцю і козу йуособлює традиційну відданість корінного народу до тваринництва. Праворуч і ліворуч від червоної основи орнаменту вгору по білому та синьому кольору щита розташовані золотисті колосся пшениці, які разом із щитом перевиті по чотири рази (за кількістю родів агінських бурятів) традиційною білою стрічкою — національним „ходаком“, символом гостинності, чистоти помислів, дружнього та привітного ставлення, поваги до всіх інших народів. По горизонтальному діаметру щита під ясним синім небом і золотистими променями сонця розташовані священні для місцевих народів гори Алханай, Хаан Уула, Согто Уула … Нижче гір паралельно до горизонтального діаметру щита розташовані зелені і хвилясті синього і білого кольору смуги пасовища та ріллі), а також річки, озера та мінеральні джерела (аршани). При виконанні герба застосовано п'ять кольорів: білий, синій, червоний, жовтий і зелений: білий — символізує чистоту помислів, справедливість, спокою та злагоди, а також колір молочної їжі; синій — символізує вічність, свободу, чистоту природи (неба, гір, річок та озер); червоний — символізує хоробрість, мужність і безстрашність; жовтий — уособлення сонців — джерела життя, колір віросповідання (святість); зелений — символізує достаток рідної землі, надію та радість».

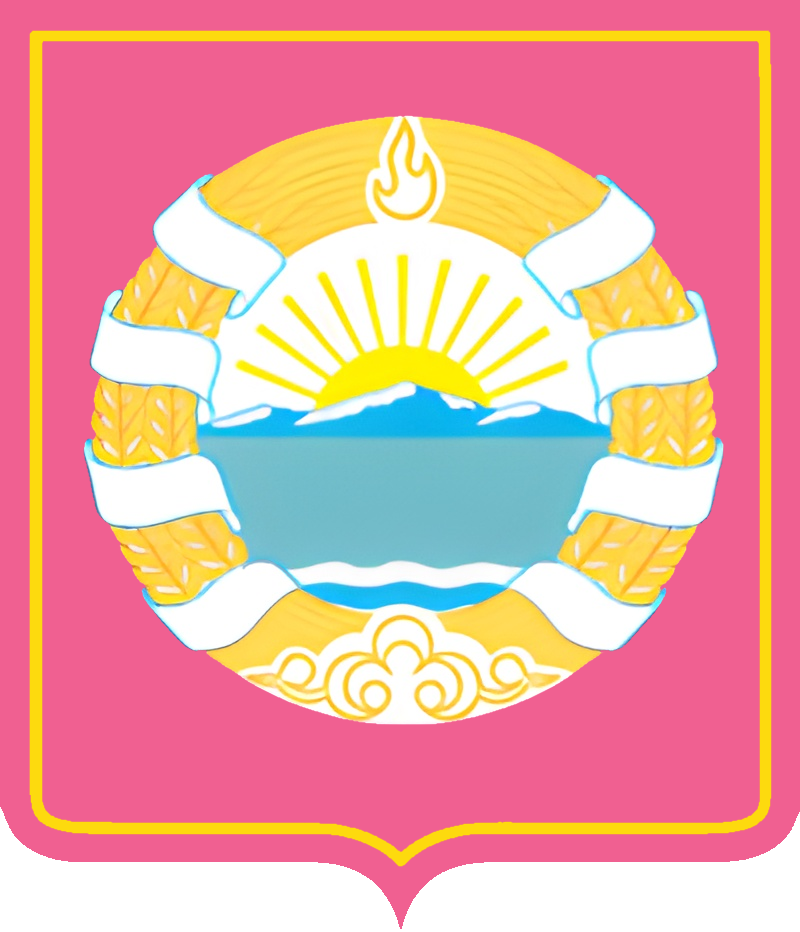
Герб 2003 року

22 квітня 2003 року Законом Агінського Бурятського автономного округу № 329-ЗАТ «Про внесення змін та доповнень до Закону автономного округу „Про герб та прапор Агінського Бурятського автономного округу“» було на основі старого герба затверджено новий герб.

Опис та символіка герба 2003 року:
Герб Агінського Бурятського автономного округу являє собою чотирикутний, із закругленими нижніми кутами, загострений на краю бордовий геральдичний щит, окантований жовтою смугою. У центрі щита коло, в нижній частині якого розташований зооморфний національний орнамент жовтого кольору «Хамар угалза», що символізує свійських тварин: коня, велику рогату худобу, верблюда, вівцю та козу, що втілюють традиційну прихильність корінного народу до тваринництва. Праворуч і ліворуч від орнаменту вгору по колу розташовані золоті колосся пшениці, які перевиті чотири рази з кожного боку (за кількістю восьми пологів агінських бурятів) традиційною білою стрічкою — національним «ходаком», символом гостинності, чистоти помислів бурятського народу, дружнього і радушного., поваги до всіх інших народів У верхній частині кола розташований символ «Гал-гуламта» — вічний вогонь, вогнище, джерело життя, світла та благополуччя народу. По горизонтальному діаметру кола під золотими променями сонця, що сходить, розташовані священні для місцевих народів гори Алханай, Хаан Уула, Согто Уула, Баатарай обо… Нижче гір паралельно до горизонтального діаметру кола розташовані зелена і хвилясті сині і білі смуги, що уособлюють привільні степи ріллі), а також річки, озера та мінеральні джерела (аршани)".
20 квітня 2004 року опис герба було трохи змінено — законом Агінського Бурятського автономного округу № 418-ЗАТ «Про герб і прапор Агінського Бурятського автономного округу» в описі герба слова «зелена та хвилясті сині та білі смуги» були замінені словами «зелена, хвиляста і біла смуги».
Відповідно до Федерального конституційного закону від 21 липня 2007 року № 5-ФКЗ «Про утворення у складі Російської Федерації нового суб'єкта Російської Федерації внаслідок об'єднання Читинської області та Агінського Бурятського автономного округу» з 1 березня 2008 року було створено Забайкальський край, у складі якого Агінський Бурятський округ став адміністративно-територіальною одиницею з особливим статусом. 11 лютого 2009 року було прийнято закон Забайкальського краю № 130-ЗЗК «Про герб і прапор Забайкальського краю», статтею 15 якого було визнано такими, що втратили чинність, всі прийняті в 1996—2005 роках закони Агінського Бурятського автономного округу про його державні символи. Символи Агінського Бурятського округу як частини Забайкальського краю встановлені Законом Забайкальського краю «Про символи Агінського Бурятського округу Забайкальського краю» № 231-ЗЗК від 23 вересня 2009 року.